# Langues sahaptiennes
Les langues sahaptiennes sont une petite famille de langues amérindiennes parlées dans le nord-ouest des États-Unis.
Edward Sapir les a incluses dans son hypothèse des langues pénutiennes, au sein du sous-groupe des langues pénutiennes des Plateaux.

## Classification des langues sahaptiennes
- Nez-percé
- Sahaptin